# Weichselbaum (Burgenland)
Weichselbaum (Burgenland) é um município da Áustria localizado no distrito de Jennersdorf, no estado de Burgenland.